# (1990) Pilcher
(1990) Pilcher – planetoida z pasa głównego asteroid okrążająca Słońce w ciągu 3 lat i 76 dni w średniej odległości 2,17 j.a. Została odkryta 9 marca 1956 roku w Landessternwarte Heidelberg-Königstuhl w Heidelbergu przez Karla Reinmutha. Nazwa planetoidy pochodzi od Fredericka Pilchera, amerykańskiego astronoma. Przed nadaniem nazwy planetoida nosiła oznaczenie tymczasowe (1990) 1956 EE.